# Вудберн (Ајова)
Вудберн (енгл. Woodburn) град је у америчкој савезној држави Ајова. По попису становништва из 2010. у њему је живело 202 становника.

## Демографија
Према попису становништва из 2010. у граду је живело 202 становника, што је 42 (17.2%) становника мање него 2000. године.
| Група             | 2000.       | 2010.       |
| Белци             | 240 (98,4%) | 200 (99,0%) |
| Афроамериканци    | 0 (0,0%)    | 0 (0,0%)    |
| Азијати           | 1 (0,4%)    | 2 (1,0%)    |
| Хиспаноамериканци | 0 (0,0%)    | 0 (0,0%)    |
| Укупно            | 244         | 202         |